# Spread
Ve finančnictví představuje spread rozdíl mezi nákupní a prodejní cenou daného finančního instrumentu. Může se jednat o ceny akcií, dluhopisů, měn, komodit, futures, opcí, apod.
Jinými slovy jde o hodnotu, o kterou se liší nejvyšší nabízená cena a nejnižší poptávaná cena. Tj. ztráta, kterou by investor utrpěl, kdyby daný finanční instrument v jeden okamžik nakoupil a ihned prodal.

## Velikost spreadu
Velikost spreadu ovlivňuje v případě akcií jejich obchodovaný počet. Čím větší je nabídka akcií, tím je spread menší. Malý spread tedy určuje to, že likvidita daného instrumentu je vysoká.
Také platí, že čím více se s daným instrumentem obchoduje, tím je spread nižší.
Vývoj velikosti spreadu se často vyjadřuje pomocí grafického indikátoru. Používá se zejména při rozhodování obchodování na forexu.